# Wilhelm Erb
Pour les articles homonymes, voir Erb.
Wilhelm Heinrich Erb, né le 30 novembre 1840 à Winnweiler (Royaume de Bavière), décédé le 29 octobre 1921 à Heidelberg, était un neurologue allemand. Il fut professeur et directeur de la clinique universitaire de médecine et de neurologie de Heidelberg (Medizinische und Neurologische Klinik der Universität Heidelberg) et se distingua particulièrement par ses contributions dans le domaine des affections musculaires.

## Sa carrière
Il fait ses études de médecine aux universités de Heidelberg, d'Erlangen et de Munich, ville dans laquelle il obtient en 1861 son diplôme d'État et où il travaillera quelques mois sous la direction de Ludwig von Buhl (1816-1880). À l'âge de 22 ans, il obtient un poste d'assistant auprès du neuropathologiste Nikolaus Friedreich à la clinique universitaire de médecine où il soutient en 1864 son mémoire de promotion sur les effets physiologiques et thérapeutiques de l'acide picrique. Il reprendra ce sujet l'année suivante dans sa thèse d'habilitation, qu'il soutient en 1865. La même année, il est nommé privat-docent (Privatdozent für Medizin) et quatre ans plus tard  professeur extraordinaire à Heidelberg. 
En 1880 Erb se voit offrir la chaire de pathologie spéciale et de thérapeutique et le poste de directeur de la policlinique de neurologie à l'université de Leipzig où il restera quelques années. Après quoi il revient à Heidelberg où il succède à son ancien maître Friedreich comme professeur de médecine interne avant de prendre la tête de la clinique de neurologie, nouvellement créée, de l'université de Heidelberg. Il y est fait professeur émérite en 1907 et terminera sa carrière dans cette ville.

## Ses travaux
Il s'intéressa tout d'abord à la toxicologie et à l'histologie, avant de se tourner vers la neurologie, discipline dans laquelle il s'affirma comme l'un des plus grands maîtres du XIXe siècle. Il utilisa largement les techniques de l'électrodiagnostic grâce auxquelles il démontra l'irritabilité accrue des nerfs dans le tétanos (phénomène d'Erb). Dans le domaine du diagnostic clinique en neurologie, on lui doit d'avoir précisé la sémiologie des réflexes tendineux et d'avoir introduit leur recherche systématique dans l'examen clinique neurologique.

Il fut parmi les premiers à observer la dégénérescence des fibres nerveuses dans le tabes dorsalis, une affection dont il démontra en 1875 l'origine syphilitique. Cette même année il identifie également la paraplégie spinale syphilitique (ou paraplégie d’Erb). Il contribua aussi aux recherches sur la poliomyélite, la claudication intermittente, et l'atrophie musculaire progressive. En 1879, il distingue les formes bulbaires de la myasthénie (myasthenia gravis) des paralysies bulbaires d’autres causes. Le tableau clinique de la myasthénie sera par la suite complété par Samuel Goldflam.
Il est l'auteur de plus de 250 ouvrages médicaux dont le Manuel sur l'électrothérapie (Handbuch über die Elektrotherapie) et une importante étude sur la paralysie spinale. 
Parmi ses élèves on peut citer notamment les neurologues Ernst Remak (1849-1911), Max Nonne (1861-1959) et Adolf Wallenberg (1862-1949).

## Ses livres les plus importants

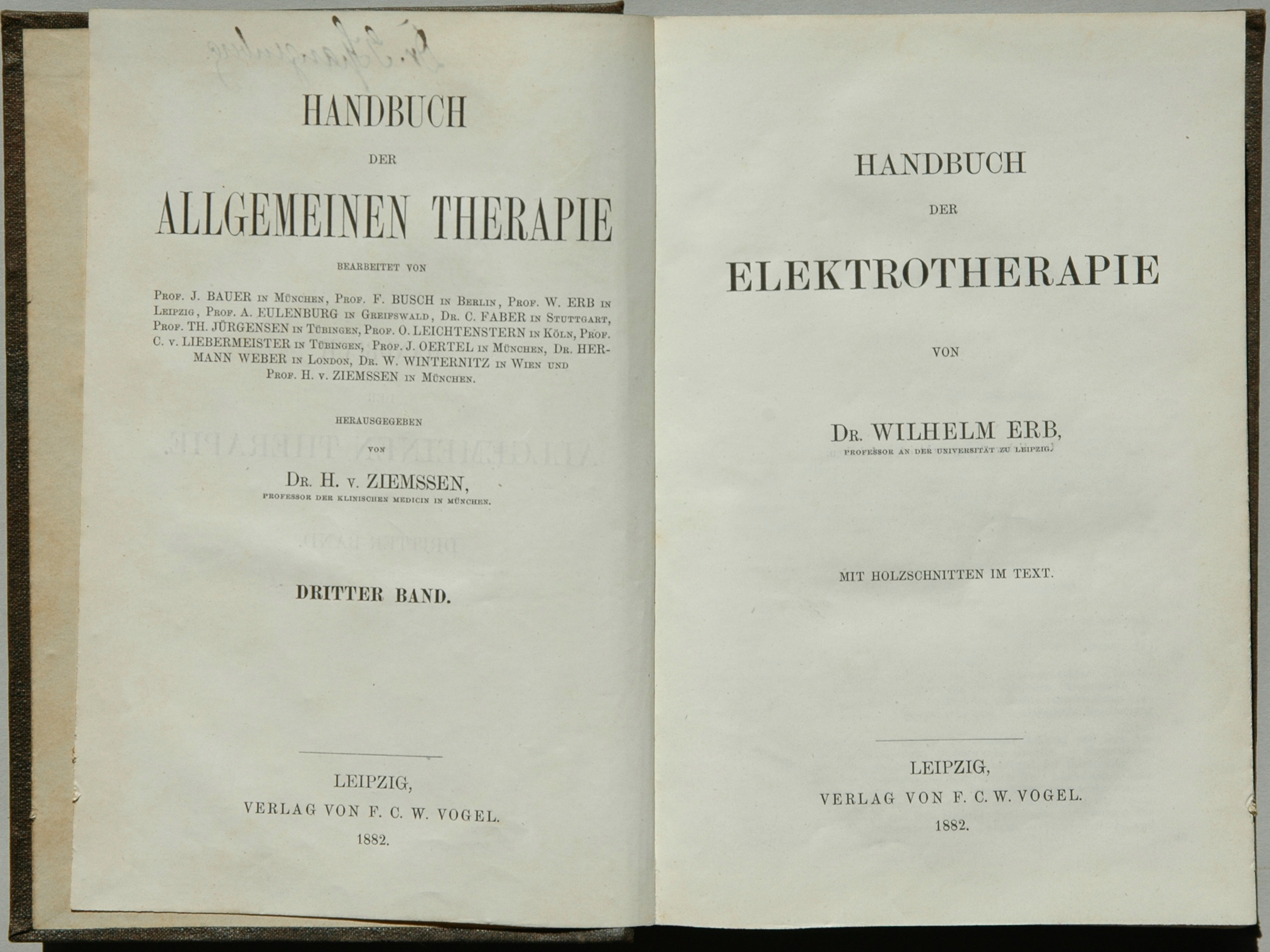
Pages de garde de la première édition du Manuel d'électrothérapie de 1882.

- Sur la pathologie et l'anatomie pathologique des paralysies périphériques (Zur Pathologie und pathologische Anatomie peripherischer Paralysen), 1867-1868
- La Paralysie spinale spastique (Spastische Spinalparalyse), 1875
- Manuel des maladies des nerfs périphériques cérébrospinaux (Handbuch der Krankheiten der peripheren cerebrospinalen Nerven), 1874
- Manuel des maladies de la moelle épinière et de la moelle allongée (Handbuch der Krankheiten des Rückenmarks und verlängerten Marks), 1878
- Manuel d'électrothérapie (Handbuch der Elektrotherapie), Leipzig, 1882
- Über die wachsende Nervosität unserer Zeit, Heidelberg J. Hörning, 1893

## Éponymie
Wilhelm Erb a laissé son nom à un certain nombre de syndromes et de maladies neurologiques :
- maladie d'Erb-Goldflam : autre nom de la myasthénie ;
- paralysie de Duchenne-Erb : encore connue sous le nom de paralysie d'Erb, c'est une  paralysie des muscles proximaux du membre supérieur consécutive à une lésion du plexus brachial supérieur (territoire des racines C5 et C6), également décrite par le neurologue français G. Duchenne chez les nouveau-nés (paralysie obstétricale du plexus brachial) ;
- paralysie d'Erb-Charcot : une forme rare de neurosyphilis affectant la moelle épinière, également décrite par Charcot ;
- point d'Erb : point de stimulation électrique du plexus brachial situé dans le creux-sus-claviculaire, environ 2  à   3 cm au-dessus de la clavicule ;
- signe d'Erb-Westphal : une anomalie des réflexes observée dans le tabes, décrite avec son collègue et compatriote Carl Westphal.